# Illa de Coiba
El Parc Nacional Coiba és un parc situat als districtes de Montijo i Soná a la província de Veraguas al Panamà i dista uns 25 minuts en vol xàrter des de la ciutat de Panamà o 4 h de trajecte per terra des de la capital. La seva superfície: 270,125 ha, de les que 216,543 són marines.
El Parc Nacional Coiba va ser declarat com a Patrimoni de la Humanitat per la UNESCO l'any 1980.

## Història
Creat per Decret Executiu l'any 1991, el Parc Nacional Coiba constitueix per la seva extensió i per la riquesa de les seves illes i de les aigües marines que les envolten una de les joies naturals de Panamà. Protegeix ecosistemes marins, insulars i costaners.
La major d'aquestes illes d'origen volcànic és Coiba, que amb 50,314 ha és l'illa més gran del Pacific Centroamericà. Al costat d'ella les illes Jicarón (2,002 ha), Jicarita (125 ha), Canal d'Afuera (240 ha), Afuerita (27 ha),Pájaros (45 ha), Uva (257 ha), Brincanco (330 ha), Coibita (242 ha)... i moltes altres més formen les 53,582 ha de territoris insulars.
En el seu conjunt les illes del parc tenen més de 240 km de costes que majoritàriament es conserven en el seu estat natural. Paradoxalment la conservació d'aquest arxipèlag es deu bàsicament al fet que des de 1919 fins a 2004 illa Coiba va ser utilitzada com una colònia penal pel govern panameny.
L'illa de Coiba presenta diverses espècies endèmiques, més del 80% de l'Illa està coberta per vegetació original, posseeix manglars i cativales de significativa magnitud, en ella arriben a pondre almenys 3 espècies de tortugues marines, té alguns dels millors Esculls coral·lins del pacífic panameny i un innegable valor paisatgista proveït per al turisme, l'explotació sostenible d'aquests recursos naturals per evitar la seva degradació.
Després d'un moviment ambientalista que va involucrar moltes persones i diferents agrupacions, s'aconsegueix l'estatus legal per a aquesta àrea, mitjançant la llei No.44 del 26 de juliol de 2004 que "Crea el Parc Nacional de Coiba", la qual regula el funcionament d'aquesta àrea protegida, on s'estableix entre altres coses a aquesta zona com a Patrimoni Nacional i part del Sistema Nacional d'Àrees Protegides de l'Autoritat Nacional de l'Ambient, així com el marc legal que regeix el funcionament d'aquest Parc.
A causa de les característiques úniques que presenta, a conseqüència de tants anys d'aïllament i per la seva importància biològica, el Comitè Patrimoni Mundial de la UNESCO, va acceptar la proposta feta per la Unió Internacional per a la Conservació de la Naturalesa (uicn) en atorgar a Coiba la categoria de Lloc de Patrimoni Mundial de la Humanitat, a Durban, Sud-àfrica el 14 de juliol de 2005, sent això ratificat per Panamà el 17 de juliol del mateix any.
Actualment aquesta àrea té un paper vital quant a la seva posició dins del Corredor Marí de Conservació del Pacífic Est Tropical (Cmar) que enllaça cinc parcs nacionals, comprenent Illa del coco a Costa Rica, illa Coiba a Panamà, Malpelo i Gorgona a Colòmbia i Galápagos a l'Equador. Conformant així un gran corredor de 211 milions d'hectàrees incloent cinc parcs nacionals i barrejant zones econòmiques exclusives de quatre països.
A més aquesta àrea protegida és important per a les comunitats ubicades a la seva zona d'influència costanera continental o zona d'amortiment, on han sorgit iniciatives recolzades per projectes finançats per Conservació Internacional, Fundació Avina i Fundació Walton gestionats per Ancon, on s'han potenciat idees d'emprenedors locals que ha donat com a resultat la formació d'una xarxa de microempreses de turisme sostenible anomenada ARTURIS COIBA (Asociación Rural de Turismo Sostenible de la Zona de Amortiguamiento del Parque Nacional Coiba) per mitjà de la que gestionen diferents projectes per a l'àrea i donen a conèixer els seus serveis.

## Clima
La temperatura mitjana anual és d'uns 26è C i la precipitació anual mitja gira entorn dels 3.500 mm.

## Topografia
A l'illa de Coiba les planes costaneres amb elevacions inferiors als cent metres predominen al nord i sud-est de l'illa, mentre que en la resta els turons de poca elevació que amb prou feines superen els 200 msnm constitueixen el paisatge dominant. Únicament en el sector central hi ha una cadena de turons on es troben els punts més alts: el Cerro de la Torre amb 416 msnm i el Cerro de San Juan amb 406 msnm.

## Recursos hídrics
A Coiba existeixen nombrosos rius com el Negro, amb 20 km de longitud i vuit afluents, el San Juan, amb 18,5 km d'extensió i el Santa Clara, amb 17 km de longitud.

## Biodiversitat
Els boscos primaris són els que predominen a l'illa de Coiba encara que també es troben boscos intervinguts com a conseqüència dels campaments de la colònia penal i de les extraccions forestals de temps passats.
S'han censat 1450 espècies de plantes vasculars amb la presència d'abundants exemplars de ceiba (Ceiba pentandra), panamà (Sterculia apetala), espavé (Anacardium excelsum), tangaré (Carapa guianensis) i cedre arç (Bombacopsis quinatum).
Des de l'any 1993 i amb la col·laboració de l'Agència Espanyola de Cooperació, Aeci, hi ha una estació biològica al parc que fins a la data ha censat 41 espècies de mamífers, 147 d'aus i 32 espècies d'amfibis i rèptils, amb un alt grau d'endemisme com per exemple l'Agutí de Coiba (Dasyprocta coibae) i la mona udoladora de Coiba (Alouatta palliata coibensis) entre els mamífers, i el colaespina de Coiba (Cranioleuca dissita) entre les aus.L'illa de Coiba és l'únic lloc de Panamà en el qual avui dia es poden observar bandades en llibertat dels guacamais vermells que estan amenaçats, gairebé extints al territori continental. Però la gran riquesa natural del parc és la marina. A la badia de Damas es localitza un escull de corall amb més de 135 ha d'extensió, el segon més gran del Pacífic tropical americà.
Fins a la data s'han identificat a la superfície protegida 814 espècies de peixos marins, 28 d'equinoderms, 747 de mol·luscs i 111 de crustacis.

## Espècies marines
Els mars de Coiba coneguts tradicionalment per la seva abundant pesca allotgen espècies com el tauró balena (Rhincodon typus), el tauró tigre (Galeocerdo cuvier), la Manta gegant (Manta birostris), el daurat (Coriphaena hippurus) i la tonyina d'aleta groga (Thunnus albacahes).
Els mars de Coiba són també l'hàbitat de quatre espècies de cetacis: l'enorme balena geperuda o iubarta (Megaptera novaeangliae), l'orca (Orcinus orca), el dofí tacat tropical (Stenella attenuata) i el dofí mular (Tursiops truncatus). En les aigües del parc i zones adjacents s'ha observat la presència ocasional de 19 espècies addicionals de cetacis que es troben al Pacífic panameny. A l'illa de Coiba, utilitzada durant molts anys com a refugi de pirates s'han trobat restes precolombines que daten d'uns 500 anys abans de la nostra era.